# Черубаско (Индијана)
Черубаско (енгл. Churubusco) град је у америчкој савезној држави Индијана.

## Демографија
По попису из 2010. године број становника је 1.796, што је 130 (7,8%) становника више него 2000. године.
| Група             | 2000.         | 2010.         |
| Белци             | 1.613 (96,8%) | 1.726 (96,1%) |
| Афроамериканци    | 1 (0,1%)      | 1 (0,1%)      |
| Азијати           | 4 (0,2%)      | 4 (0,2%)      |
| Хиспаноамериканци | 23 (1,4%)     | 38 (2,1%)     |
| Укупно            | 1.666         | 1.796         |